# جونیور مسیایس
جونیور مسیایس (انگلیسی: Junior Messias؛ زادهٔ ۱۳ مهٔ ۱۹۹۱) بازیکن فوتبال اهل برزیل است که برای باشگاه جنوا بازی می‌کند.